# Károlos Papulias
Károlos Papulias (en griego Κάρολος Παπούλιας) (Ioánina, 4 de junio de 1929-Atenas, 26 de diciembre de 2021) fue un político griego, presidente de Grecia entre el 12 de marzo de 2005 y el 13 de marzo de 2015. Fue elegido el 8 de febrero de 2005 sucediendo a Konstantinos Stefanópulos al no poder cumplir este su tercer mandato.

## Biografía
Nació en 1929, en la localidad de Ioannina, la ciudad más importante del noroeste de Grecia. Su padre fue el Mayor General Gregorios Papoulias, fallecido cuando Károlos tenía siete años.
Obtuvo una licenciatura en Derecho de la Universidad de Atenas, una maestría en Derecho Internacional Público y Relaciones Internacionales en la Universidad de Milán y un doctorado en Derecho Internacional Privado de la Universidad de Colonia. Fue asociado del Instituto de Múnich para el Sudeste de Europa.
Además de su griego materno, también hablaba inglés, francés, alemán e italiano. Papoulias, fue campeón de salto con pértiga y voleibol, y presidente de la Asociación Nacional de Deportes (desde 1985). También fue miembro fundador y presidente de la Asociación para el Patrimonio Lingüístico Griego.
Participó activamente en la juventud de izquierda EPON cuando era joven.
Estuvo casado con Mary Panou y tenía tres hijas. Falleció el 26 de diciembre de 2021 en la capital griega a la edad de 92 años.